# Рідколісся

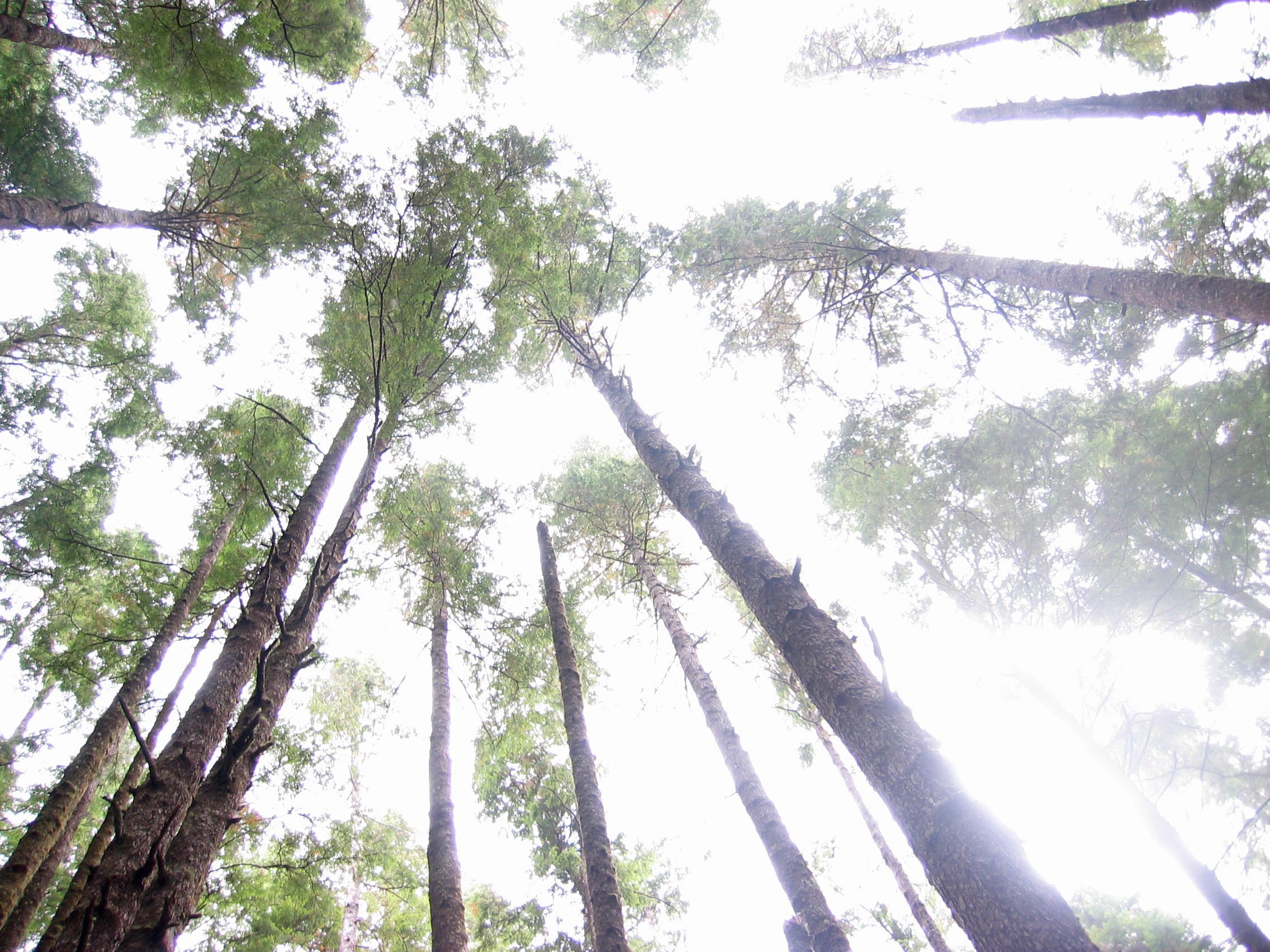
Рідколісся

Рідколі́сся — тип лісу, що характеризується відносною невисокою щільністю дерев, віддалених одне від одного на помітну відстань, які не утворюють закритого лісового намету.
Рідколісся звичайні поблизу північної межі лісу в Євразії і Північній Америці, де є складовою частиною лісотундри.
У горах рідколісся розміщуються на межах лісового і субальпійського поясів. Зустрічаються у прикордонних областях пустель і напівпустель в усіх частинах світу, наприклад, в Африці, Південній Америці і Австралії рідкостойні, часто низькорослі ліси, утворені сухими і колючими деревними рослинами, також можуть називати рідколіссям.
Рідколісся різноманітні за складом, залежно від географічного місцерозташування, висоти на рівнем моря і гідрологічної ситуації можуть складатися з різних порід дерев. У північних широтах нерідкі ялинові, модринові або березові рідколісся. У гірських районах Закавказзя зустрічаються мигдаль, фісташки. У Середній Азії рідколісся можуть бути сформовані саксаулом, тамариксом або арчою.
Інший тип лісу, утворений невисокими деревами з деформованими стовбурами і сланкими деревами і кущами, зазвичай називають криволіссям.

## Ресурси Інтернету
- Вікісховище має мультимедійні дані за темою: Рідколісся
- The UK Woodland Trust
- Woodland Bond